# Laos ai Giochi della XXXII Olimpiade
Il Laos ha partecipato ai Giochi della XXXII Olimpiade, che si sono svolti a Tokyo, Giappone, dal 23 luglio all'8 agosto 2021 (inizialmente previsti dal 24 luglio al 9 agosto 2020 ma posticipati per la pandemia di COVID-19) con quattro atleti, due uomini e due donne.
Si è trattato della decima partecipazione di questo paese ai Giochi estivi.

## Delegazione
| Sport            | Uomini | Donne | Totale |
| ---------------- | ------ | ----- | ------ |
| Atletica leggera | 0      | 1     | 1      |
| Judo             | 1      | 0     | 1      |
| Nuoto            | 1      | 1     | 2      |
| Totale           | 2      | 2     | 4      |

Eventi su pista e strada
| Atleta           | Evento      | Batterie preliminari | Batterie preliminari | Batteria        | Batteria        | Semifinale      | Semifinale      | Finale          | Finale          |
| Atleta           | Evento      | Risultato            | Posizione            | Risultato       | Posizione       | Risultato       | Posizione       | Risultato       | Posizione       |
| ---------------- | ----------- | -------------------- | -------------------- | --------------- | --------------- | --------------- | --------------- | --------------- | --------------- |
| Silina Pha Aphay | 100 m piani | 12"41                | 6ª                   | non qualificata | non qualificata | non qualificata | non qualificata | non qualificata | non qualificata |

## Judo
| Atleta               | Evento | 16-esimi                        | Ottavi               | Quarti               | Semifinali           | Ripescaggio          | Med. bronzo          | Finale               | Posizione       |
| Atleta               | Evento | Avversario Risultato            | Avversario Risultato | Avversario Risultato | Avversario Risultato | Avversario Risultato | Avversario Risultato | Avversario Risultato | Posizione       |
| -------------------- | ------ | ------------------------------- | -------------------- | -------------------- | -------------------- | -------------------- | -------------------- | -------------------- | --------------- |
| Soukphaxay Sithisane | -60 kg | E. Takabatake (BRA) P (000-100) | non qualificato      | non qualificato      | non qualificato      | non qualificato      | non qualificato      | non qualificato      | non qualificato |

## Nuoto
| Atleta               | Gara                        | Batterie | Batterie | Semifinali      | Semifinali      | Finale          | Finale          |
| Atleta               | Gara                        | Tempo    | Pos.     | Tempo           | Pos.            | Tempo           | Pos.            |
| -------------------- | --------------------------- | -------- | -------- | --------------- | --------------- | --------------- | --------------- |
| Santisouk Inthavong  | 50 m stile libero maschili  | 26"04    | 59°      | non qualificato | non qualificato | non qualificato | non qualificato |
| Siri Arun Budcharern | 50 m stile libero femminili | 29"22    | 64ª      | non qualificata | non qualificata | non qualificata | non qualificata |